# Szaumiani
Szaumiani – wieś w Gruzji, w regionie Dolna Kartlia. W 2014 roku liczyło 3107 mieszkańców.